# Baildon Katowice (hokej na lodzie)
Baildon Katowice – polski klub hokeja na lodzie z siedzibą w Katowicach założony w 1920 jako sekcja klubu Baildon Katowice. Po sezonie I ligi 1981/1982 sekcja hokejowa Baildonu Katowice została rozwiązana. Po rozwiązaniu kilku zawodników drużyny przeszło do II-ligowego GKS Jastrzębie.
Od 1962 do 1977 trenerem drużyny był Emil Nikodemowicz.

## Sukcesy
Seniorzy
- Finał Pucharu Polski: 1969, 1970[5]
- Srebrny medal mistrzostw Polski: 1972, 1974, 1975, 1976
- Brązowy medal mistrzostw Polski: 1970, 1973, 1977
- Czwarte miejsce mistrzostw Polski: 1959, 1962, 1963, 1965
- Piąte miejsce mistrzostw Polski: 1961, 1966, 1968, 1969, 1971, 1978, 1979
- Pierwsze miejsce po rundzie zasadniczej I ligi: 1976
- Mistrzostwo III ligi: 1967[6]

Osiągnięcia indywidualne
- Król strzelców polskiej ekstraklasy: Tadeusz Obłój – 1971/1972 (39 goli), 1974/1975 (40 goli)
- Zwycięzcy klasyfikacji kanadyjskiej polskiej ekstraklasy: Andrzej Zabawa – 1976/1977 (71 punktów za 57 goli i 14 asyst)

Juniorzy
- Złoty medal mistrzostw Polski: 1962
- Srebrny medal mistrzostw Polski: 1962, 1968
- Brązowy medal mistrzostw Polski: 1966, 1967